# Gdańsk Sienna Grobla
Gdańsk Sienna Grobla – nieczynna kolejowa stacja towarowa w Gdańsku, na osiedlu Sienna Grobla II, w woj. pomorskim, w Polsce, znajdująca się na krańcu łącznicy nr 846 (o długości 1,442 km) biegnącej do posterunku Wisła Most na linii nr 226. Została otwarta w 1905 roku, aby obsługiwać nabrzeża położone w porcie morskim w Gdańsku. Na stacji znajdowały się rampy i kilka magazynów.

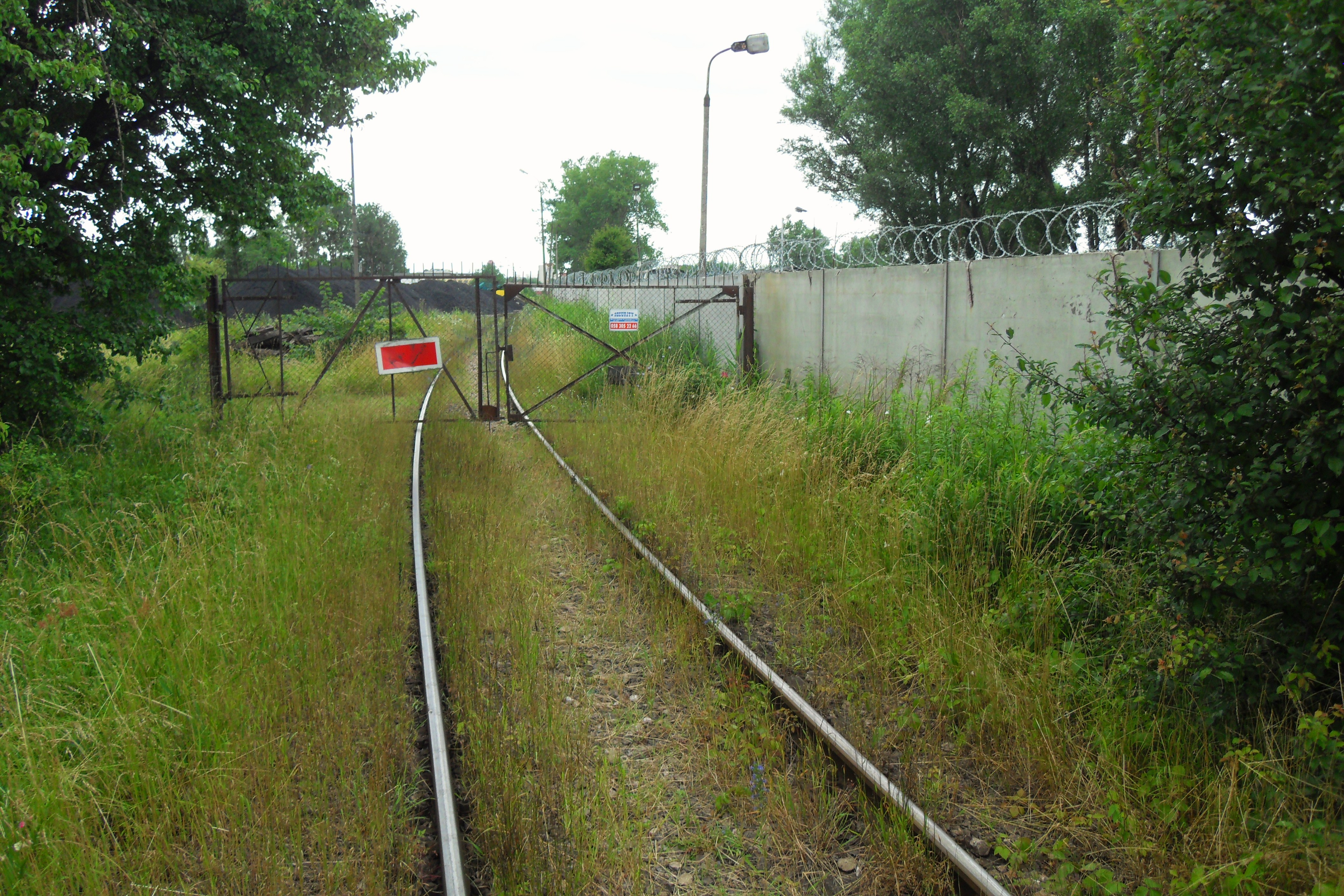
Współczesny widok łącznicy nr 846 do stacji